# Wonderland USA
Wonderland USA je americký krátký hraný film, který natočila režisérka Zoe Beloff. Byl inspirován knihou Alenka v říši divů od Lewise Carrolla, jeho děj je nicméně zasazen do New Yorku. Uveden byl v roce 1989. Hráli v něm John Cale, Eszter Balint, Taylor Mead a další. Cale hraje roli osamělého spisovatele a je rovněž vypravěčem filmu (snímek neobsahuje dialogy). Film dále provází píseň „Heartbreak Hotel“ v Caleově podání. Film se odehrává na Times Square a Coney Islandu. Film je černobílý.